# Rio Tererê
O rio Tererê é um curso de água que banha o estado de Mato Grosso do Sul, Brasil.